# Aeroportul Lekhwair
Aeroportul Lekhwair (IATA: LKW, ICAO: OOLK) este un aeroport din Oman.
Situat la o altitudine de 108 m, aeroportul dispune de o singură pistă.